# Jan Paulsen
Jan Paulsen (Narvik, Norway, 5 de janeiro de 1935) é um pastor da Igreja Adventista do Sétimo Dia e já desempenhou o cargo de presidente da Associação Geral dos Adventistas do Sétimo Dia, a organização governamental da IASD a nível mundial. Isso implica que ele foi o pastor geral do movimento adventista.

## Biografia
Dr. Jan Paulsen é um líder da Igreja Adventista do Sétimo Dia. Paulsen serviu na África, Europa e América. Ele foi eleito Presidente da Associação Geral da Igreja Adventista do Sétimo Dia pela Conferência Geral que ocorreu em 1° Março de 1999, com a idade de 64 anos. A eleição ocorreu como parte de um encontro especial da Conferencia Geral pelo Comitê Executivo. Foi presidente da Associação Geral dos Adventistas do Sétimo Dia de março de 1999 a junho de 2010.
Chegou a afirmar que a igreja adventista será a maior do mundo ainda neste século, disse ser contrário a qualquer tipo de previsões, e ressalta que está é apenas uma afirmação singela, coerente e matemática com base na fé de um servo de Deus. 

### Serviço presidencial
Paulsen foi reeleito para o cargo de presidente na 57ª Sessão da Conferência Geral em Toronto, Ontário, Canadá, em 2000. Durante este mandato, o escritório de Paulsen foi responsável pelo início de programas como "Go One Million", "Faith & Science Diálogos" e "Semeando Um Bilhão". Paulsen também tomou a iniciativa de abrir o diálogo entre os jovens da igreja através da sua campanha “Vamos Conversar”. Em 1º de julho de 2005, Paulsen foi novamente reeleito para o cargo durante a 58ª Sessão da Conferência Geral em St. Louis, Missouri. Seu mandato terminou em 25 de junho de 2010, quando Ted N. C. Wilson foi eleito presidente durante a 59ª Sessão da Conferência Geral em Atlanta, Geórgia.

### Funções anteriores
Paulsen foi vice-presidente da Conferência Geral de 1995 até sua nomeação como presidente. Antes disso, foi presidente da Divisão Transeuropeia de 1983 a 1995. Foi também pastor, líder de departamento, professor e presidente de faculdade, e escreveu três livros.